# Défense d'intoxication volontaire
En droit pénal canadien, la défense d'intoxication volontaire est un moyen de défense de qui permet de réduire la portée d'une infraction, selon le degré d'intoxication de l'accusé.
Si l'accusé avait un niveau d'intoxication faible ou moyen, cela n'a aucun impact et ce n'est pas un moyen de défense.
Si l'accusé avait un degré d'intoxication élevé, il peut transformer une infraction d'intention spécifique en infraction d'intention générale. En outre, cela ne peut pas être utilisé pour les infractions d'intention générale. Par exemple, le meurtre au premier degréest une infraction d'intention spécifique car cela exige l'intention mentale de tuer, tandis que l'homicide involontaire coupable est une infraction d'intention générale, car commettre ce crime n'est pas lié à une intention mentale précise. Donc une personne qui était fortement intoxiquée pourrait tenter de faire réduire une accusation de meurtre pour une accusation d'homicide involontaire coupable. Ou bien si l'individu est accusé d'avoir utilisé des explosifs dans l'intention de causer la mort , le degré d'intoxication élevé peut faire réduire cette infraction d'intention spécifique à une infraction moindre d'intention générale
Si l'accusé avait un degré d'intoxication extrême, cela s'apparente à la défense d'automatisme ou d'aliénation mentale. La preuve de l'intoxication extrême est difficile à faire. D'après l'arrêt R. c. Daviault de la Cour suprême du Canada, l'accusé n'a pas la capacité d'accomplir l'acte voulu et condamner un accusé qui était extrêmement intoxiqué est une violation du principe de justice naturelle de la Charte canadienne des droits et libertés.

## Inconstitutionnalité de l'article 33.1 du Code criminel
Toutefois, en réaction à l'arrêt Daviault, le législateur a ajouté l'article 33.1 au Code criminel, qui empêche d'utiliser l'intoxication extrême comme moyen de défense lorsque cela implique l'atteinte à l'intégrité physique à une personne, donc cela exclut les voies de fait, agressions sexuelles et autres agressions, mais cela peut encore servir aux atteintes à des biens, comme pour le vol par exemple.
En juin 2020, la Cour d'appel de l'Ontario a invalidé l'art. 33.1, concluant qu'il violait les articles 7 et 11d) de la Charte canadienne des droits et libertés. La Cour suprême dans l'arrêt R. c. Brown de 2022 confirme que l'article 33.1 C.cr. est inconstitutionnel. Cette décision affirme cependant que pour réaliser l'objectif souhaité, le législateur a tout de même la possibilité d'adopter une infraction distincte d'intoxication criminelle. Elle cite trois motifs séparés d'inconstitutionnalité : il y a « la négation de (1) la volonté, (2) de la mens rea et (3) de la présomption d’innocence d’un seul coup ». La mens rea et la volonté sont à l'article 7 de la Charte canadienne, tandis que la présomption d'innocence est à l'article 11 d).

### Nouvelle disposition
Le législateur fédéral a rapidement produit un texte qui prévoit que l'individu commet l'infraction reprochée si, avant de se trouver en état d'intoxication extrême, la personne a une mens rea de négligence pénale (l'écart marqué par rapport à la norme de diligence). Selon le professeur de droit Hugues Parent, pour être pleinement efficace, la nouvelle disposition ne doit pas se limiter à définir l'intoxication extrême à un état s'apparentant â l'automatisme (la maîtrise consciente de soi ou la conscience de sa conduite), elle doit également englober les intoxications qui ne perturbent pas la conscience mais affectent le rapport à la réalité de l'individu, comme dans les psychoses toxiques.